# Évelyne Rey
Pour les articles homonymes, voir Rey et Lanzmann.
Éveline Lanzmann, dite Évelyne Rey, est une actrice française, née le 9 juillet 1930 à Bois-Colombes (France) et morte le 18 novembre 1966 dans le 6e arrondissement de Paris,.

## Biographie
Évelyne Rey est la sœur de Jacques et Claude Lanzmann. Dans le chapitre IX de ses mémoires intitulés Le Lièvre de Patagonie, Claude Lanzmann parle longuement de sa sœur et des relations passionnelles qu'elle a notamment entretenues avec Gilles Deleuze et Jean-Paul Sartre.  
Serge Rezvani, à qui elle a été mariée durant très peu de temps, s'est indigné de ce que son professeur de théâtre, René Simon, père du fameux « cours Simon », lui avait « interdit de remettre les pieds à ses leçons tant qu’elle ne se sera pas fait refaire le nez ».
Elle a joué dans de nombreuses pièces de théâtre du répertoire classique et contemporain.
Elle se suicide dans son appartement de la rue Jacob le 18 novembre 1966, juste après son retour de Tunisie, pays dans lequel elle venait de réaliser un reportage intitulé Beya, ou… ces femmes de Tunisie, diffusé deux ans après, le 8 janvier 1968.
Elle est inhumée au cimetière parisien de Pantin, puis ses restes sont transférés au cimetière du Montparnasse (division 5) en 1968.

## Théâtre
- 1952 : Les Trois Sœurs d'Anton Tchekhov, mise en scène Hubert Gignoux, Centre dramatique de l'Ouest[7]
- 1952 : Les Nouvelles Aventures de Candide d'après Voltaire, mise en scène Hubert Gignoux, Centre dramatique de l'Ouest[7]
- 1952 : Le Barbier de Séville de Beaumarchais, mise en scène André Maheux, Centre dramatique de l'Ouest[7]
- 1952 : La Valise de Ruzzante, mise en scène Henry Grangé, Centre dramatique de l'Ouest[7]
- 1953 : Huis clos de Jean-Paul Sartre, Comédie Caumartin[8]
- 1955 : Le Ping-Pong, de Arthur Adamov, mise en scène Jacques Mauclair, théâtre des Noctambules[9]
- 1956 : Mademoiselle Fanny de Georgette Paul et Gabriel Arout, mise en scène Jean Mercure, théâtre des Mathurins[10]
- 1956 : Huis clos de Jean-Paul Sartre, mise en scène Michel Vitold, théâtre en Rond
- 1957 : Bettina d'Alfred Fabre-Luce, mise en scène Pierre Valde, théâtre de l'Œuvre[11], [7]
- 1958 : Le Ouallou de Jacques Audiberti, mise en scène Georges Vitaly, théâtre La Bruyère[12]
- 1958 : Mourir au soleil de Jean Primo, théâtre de l'Œuvre[13], [7]
- 1959 : Les Séquestrés d'Altona de Jean-Paul Sartre, mise en scène François Darbon, théâtre de la Renaissance[7]
- 1961 : Soledad de Colette Audry, mise en scène François Perrot, théâtre de Poche Montparnasse[7]
- 1965 : Les Séquestrés d'Altona de Jean-Paul Sartre, mise en scène François Périer, théâtre de l'Athénée[7]

## Filmographie

### Cinéma

#### Actrice
- 1955 : Ça va barder (Silenzio si spara !) de John Berry : Eveline
- 1955 : M'sieur la Caille d'André Pergament : une fille
- 1955 : Bob le flambeur de Jean-Pierre Melville
- 1957 : Méfiez-vous fillettes d'Yves Allégret : Odile
- 1958 : Trois Jours à vivre de Gilles Grangier : Belina, une comédienne de la troupe
- 1962 : Une mauvaise nuit[14] de Louis Seguin (court métrage)
- 1963 : Tableaux d’une exposition de Jean-Marc Leuwen (court métrage)

### Télévision

#### Actrice
- 1953 : Le Ciel et l'Enfer de Pierre Viallet, d'après Prosper Mérimée, diffusé le 18 octobre 1953, RTF[15]
- 1958 : Les Cinq Dernières Minutes, épisode La Clé de l'énigme de Claude Loursais
- 1958 : Les Cinq Dernières Minutes, épisode Les Cheveux en quatre de Claude Loursais : Gloria[16]
- 1958 : Les Cinq Dernières Minutes, épisode Le théâtre du crime de Claude Loursais : Ginette Fleurville
- 1963 : L'inspecteur Leclerc enquête, épisode Les revenants de Maurice Delbez : Mary May
- 1965 : Huis clos de Michel Mitrani, adaptation télévisée de la pièce de Jean-Paul Sartre, octobre 1965 : Estelle[17]

#### Réalisatrice
- 1968 : Beya, ou… ces femmes de Tunisie (documentaire réalisé avec Robert Maurice, première diffusion le 8 janvier 1968, Office de radiodiffusion-télévision française)[18]